# Бистрица (Власина)
Вижте пояснителната страница за други значения на Бистрица.
Бистрица е река в Източна Сърбия, в областта Поморавие. Реката извира под планината Острозуб (1546 метра), тече в северна посока и се влива в река Власина.
Бистрица е дълга 14 километра.